# Estación de Barcelos
La Estación Ferroviaria de Barcelos, igualmente conocida como Estación de Barcelos, es una infraestructura ferroviaria de la Línea del Miño, que sirve la localidad de Barcelos, en Portugal.

## Caracterización
Se encuentra en la localidad de Barcelos, con acceso por Largo Marchal Gomes de la Costa.
En 2010, poseía 3 vías de circulación, teniendo dos 555 metros de longitud, y la tercera, 498 metros; las dos plataformas tenían ambas 40 centímetros de altura, y presentaban 273 y 243 metros de extensión.
En marzo de 2011, esta plataforma era utilizada por servicios Regionales, Interregionales e Internacionales de la transportista Comboios de Portugal.